# Maximilian Seidel

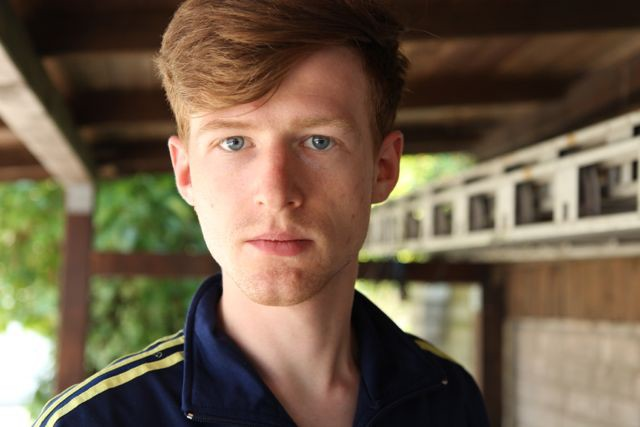
Maximilian Seidel, 2015

Maximilian Seidel (* 13. Oktober 1989 in Bad Homburg vor der Höhe) ist ein deutscher Schauspieler. 

## Karriere
Schon früh konnte sich Maximilian Seidel für Schauspielkunst begeistern, so wirkte er bereits in der Schule an Theateraufführungen wie Woyzeck und Jeanne oder die Lärche mit.
Seidel spielte in zahlreichen Fernsehproduktionen. Unter anderem war er in den Filmen Nur mein Sohn war Zeuge, Hand in Hand und Blissestraße zu sehen, sowie in Fernsehserien wie Dr. Sommerfeld – Neues vom Bülowbogen, Klinikum Berlin Mitte – Leben in Bereitschaft, Berlin, Berlin. Außerdem verkörperte Maximilian Seidel von 2001 bis 2004 die Rolle des Felix Wolkenfuß in der Kinder- und Jugendserie Wie erziehe ich meine Eltern?.
Er ist der Bruder von Benjamin und Karl Alexander Seidel.

## Filmografie
- 1998: Zwei allein
- 1998: Helden wie wir
- 2000: Nur mein Sohn war Zeuge
- 2001: Hand in Hand
- 2001: Dr. Sommerfeld – Neues vom Bülowbogen
- 2001: Paulas Schuld
- 2001: Klinikum Berlin Mitte – Leben in Bereitschaft
- 2001–2004: Wie erziehe ich meine Eltern?
- 2003: Meine schönsten Jahre
- 2003: Berlin, Berlin
- 2006: Döner of Death
- 2009: Blissestraße
- 2011: Willkommen im Krieg
- 2011: The Trailer
- 2012: Ken Folletts Zeitreise ins Mittelalter
- 2012: Friss
- 2012: Gute Zeiten, schlechte Zeiten
- 2013: The Monuments Men
- 2013: Ecke Weserstraße
- 2013: Gute Zeiten, schlechte Zeiten
- 2014: Verlauf des Lebens
- 2014: Feeling like Erich
- 2014: Waiting for Daybreak
- 2015: Solness
- 2015: Blind und Hässlich
- 2015: Balla Balla
- 2015: Anfang
- 2015: Ecke Weserstraße